# 完顏襄
完顏襄（1140年—1203年1月24日），本名唵，金朝大臣，女真族。金朝皇室，东京留守完颜什古乃之孙，参知政事完颜阿鲁带之子。谥武昭。

## 生平

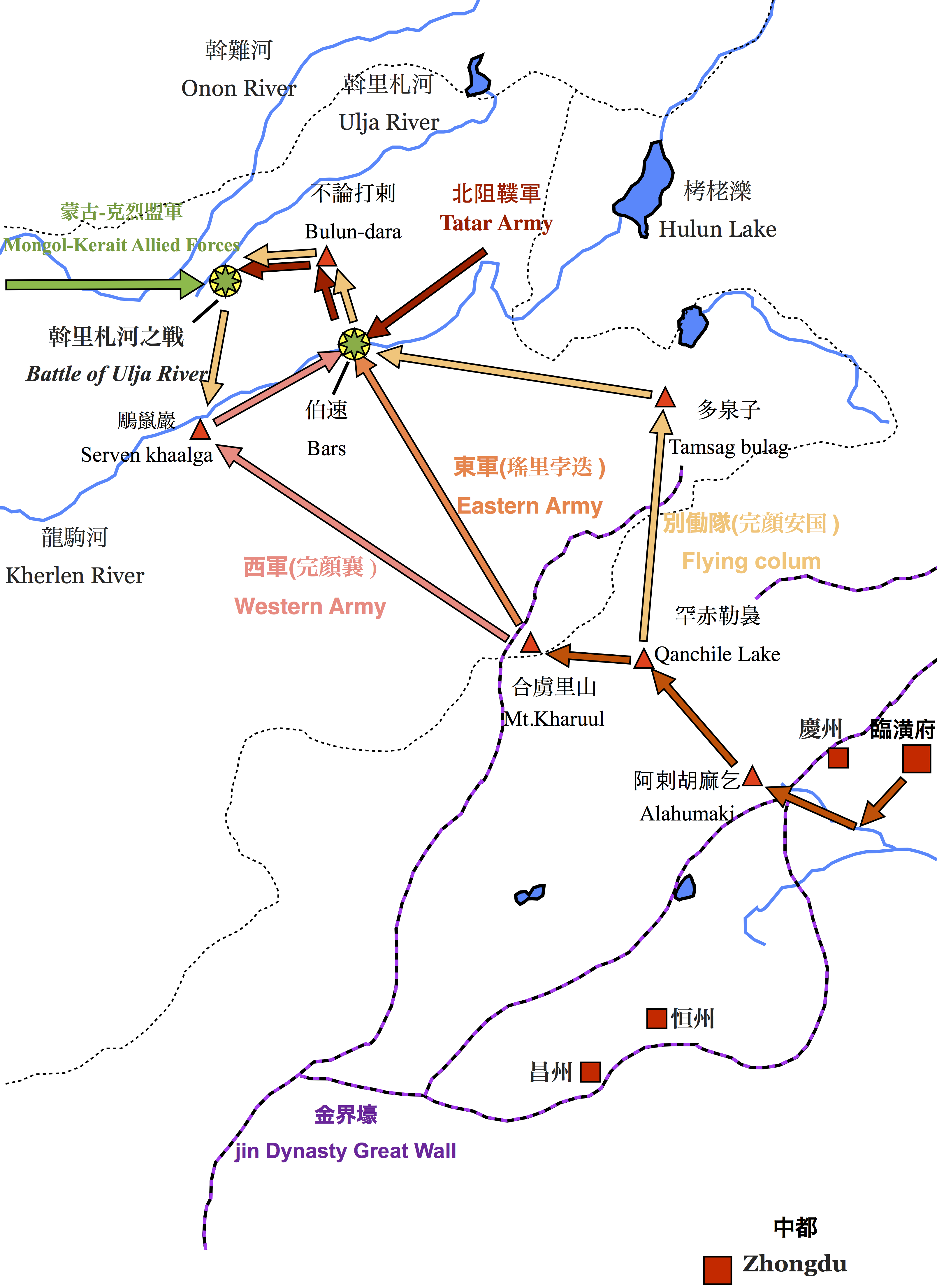
完颜襄率金军与蒙古部铁木真合兵讨伐塔塔尔部（北朮孛）的「斡里札河之战」

十八岁袭父爵。大定元年（1161年），因从左副元帅完颜谋衍与西北路契丹人移剌窝斡作战立功，升亳州防御使。后升颍州（今安徽阜阳）、寿州（今安徽凤台）都统。大定三年 (1163年），率兵二千渡颍水，攻宋军，参与颍州、濠州（今安徽凤阳）、清流关（今安徽滁州西）等战役。宋金议和後任拱卫直都指挥使、殿前右卫将军、左卫将军、东北路招讨都监、速频路节度使、曷懒路兵马都总管，授殿前左副都点检、陕西路统军使、河南统军使、吏部尚书、御史大夫等职。大定二十三年（1183年），为平章政事，封萧国公。二十八年，为尚书右丞相。后放免寺院二税户为平民。明昌六年（1195年）十一月，於临潢府（今内蒙古巴林左旗南）设行省。伐塔塔儿部，十二月，进军大盐泺（今内蒙古东乌珠穆沁旗额吉淖尔镇附近）。承安元年（1196年）分兵为东西两路进攻。他率西路军，其间救援被包围於龙驹河（今克鲁伦河）的东路军。得胜后任左丞相。十月，任职北京大定府（今内蒙古宁城县西大名城）。十一月，镇压契丹人德寿于信州（今吉林怀德西北新集城），并采取措施防止契丹再度造反。承安二年任左副元帅，枢密使兼平章政事，镇压鞑靼（塔塔儿），并用五十天挖掘从临潢至北京路的边壕，西北、西南两路也修建了边壕。后为左丞相，拜司空。

## 祖父
- 完颜什古乃，东京留守。金昭祖曾孙，即东路都统、千户孛堇按打曷、习古国王。负责看管宋徽宗，霸占顺德帝姬。

## 延伸阅读
[在维基数据编辑]
 《金史·卷94》，出自脱脱《遼史》